# Capitão Britânia
Capitão Britânia (Brian Braddock) ou Capitão Bretanha é uma personagem fictício da Universo Marvel. Ele é um herói britânico. Apareceu primeiramente nas revistas publicadas pela Marvel UK, linha da Marvel Comics que é publicada no Reino Unido. Ligado diretamente aos X-Men, Brian é o irmão de Betsy Braddock (Psylocke) e Jamie Braddock.

## Histórico da publicação
O personagem foi criado pelo escritor Chris Claremont e pelo desenhista Herb Trimpe e apareceu originalmente em Captain Britain Weekly, uma antologia de quadrinhos britânica que também incluia republicações histórias de  personagens da Marvel Comics (como Nick Fury e o Quarteto Fantástico). Os primeiros números da revista foram também promovidos com brindes, incluindo uma máscara de papelão do Capitão Britânia e do Capitão Bumerangue.
Chris Claremont deixou a série no número 10, no meio do arco do "Doctor Synne", e desde então tem afirmado que este era porque a sua visão do personagem e da série era muito diferente ao do editor.
Até este ponto, o personagem apareceu apenas em quadrinhos da Marvel UK - embora alguns personagens estabelecido da Marvel como o Capitão América e o Cavaleiro Negro aparecem em histórias da Marvel UK, nos quadrinhos norte-americanos da Marvel não havia nenhuma referencia a essas histórias ou reconhecia que o Capitão Bretanha fazia parte da Marvel e que compartilhava o mesmo Universo.
Em 1978, porém, Chris Claremont revisitou o personagem e apresentou-o a um público internacional, integrando-o totalmente no Universo Marvel através de uma história em que o Capitão Bretanha e o Homem-Aranha se encontram. Inicialmente publicado como uma história em preto e branco na revista Super Spider-Man & Captain Britain, esta foi, então, coloridas e reimpresso em um título norte-americano, de longa data da Marvel, a série Marvel Team-Up.
Após o cancelamento de "Super Spider-Man & Captain Britain", o Capitão Bretanha apareceu com o Cavaleiro Negro, em Otherworld Saga, que foi publicada na revista do Hulk.
Capitão Britânia posteriormente apareceu em um papel menor, numa outra revista da Marvel na mini-série Torneio dos Campeões.
O personagem foi mais tarde relançado, em um traje redesenhado, no título da antologia Marvel Superheroes. O relançamento foi inicialmente escrita por Dave Thorpe e ilustrada por Alan Davis, mas depois de alguns problemas Dave Thorpe deixou a série e foi substituído pelo escritor britânico Alan Moore, que usou histórias Thorpe como um ponto de partida para uma história da Vespa.
Ao redesenhar o traje do personagem, Davis observou que sua versão de Brian Braddock foi visualmente baseada em Garth, "um deus grego exagerado, perfeito em todos os sentidos" e que:
| “ | "Eu decidi basear o seu traje de uniformes militares. Se você já viu os guardas na entra do Palácio de Buckingham, você vai reconhecer os componentes. As calças brancas e botas de cano alto com as abas sobre os joelhos foram fáceis. O arnês teve um pouco mais de tempo porque eu queria que se parecesse com um capacete em vez de uma máscara. As listras no peito começou como dois cintos cruzados e sofreu inúmeras mudanças. " | ” |

## História do Personagem
Brian Braddock nasceu no dia 18 de Abril de 1965, em Maldon, no condado de Essex, na Inglaterra. Ele cresceu e viveu boa parte de sua vida lá. Diferente de seus irmãos, Brian gostava de ler e estudar, enquanto Betsy e Jamie treinavam tipos de lutas. Ao crescer, recebeu extraordinários poderes do lendário mago Merlin e foi designado a defender as leis da Grã-Bretanha.
Brian, então, passou a usar um codinome: Capitão Britânia. Se tornou um grande herói inglês. Sua irmã também descobriu seus poderes mutantes e se tornou a Capitã Britânia. Logo depois, entraria para os X-Men com o nome Psylocke.
Por muito tempo, o Capitão Britânia foi esquecido pelos leitores, pois seus poderes eram muito comuns e suas histórias não eram como antigamente. Tempos depois, em uma aventura por uma realidade desconhecida onde todos os heróis foram massacrados, Brian aparece e se torna um herói bem retratado, com bons desenhos e ótimo roteiro, o que faz os leitores se interessassem de novo por ele.

### Excalibur
Quando conheceu o Professor Charles Xavier, Brian aceitou trabalhar com os X-Men, formando uma equipe na Inglaterra junto com  Lince Negra e Noturno: o Excalibur. Assim como os X-Men, o Excalibur cuidava de assuntos mutantes entre outros casos.
Foi nesse acontecimento que Brian conheceu Courtney Ross, seu primeiro amor. Brian descobriu que Courtney não era bem quem ele pensava e terminou com ela. Meggan, uma companheira de equipe, tomou o coração de Brian de uma vez por todas e logo se casou com ele.

### Multiverso
Em uma de suas aventuras, Brian vai parar no centro do Multiverso, onde mora Saturyne. Lá, ele e Meggan ficaram e ajudaram Saturyne a cuidar das diversas realidades que existiam ali. Ele ficou por lá até Saturyne descobrir o que Wanda Maximorf fez com a realidade natal de Brian, a Terra-616. Brian e Meggan são mandados de volta para poder salvar a Terra, antes que Saturyne usasse o Nulificador para acabar com a realidade que estava prestes a acabar com todas as outras. Quando chegou lá, ele e Meggan foram transformados e se esqueceram do que era preciso fazer.
Depois de muito tempo, Brian se deu conta de onde estava e o que tinha que fazer para salvar a Terra. Ele, no meio da Dinastia M, tentou tampar o buraco dimenssional que havia sido aberto. Fanático tentou empurrar o Blob para tampar, mas não conseguiu. Meggan então disse que poderia salvar a Terra. Ela entrou na fenda e a fechou. Brian teve certeza, que agora havia perdido a esposa.

### O Novo Excalibur
Com o aparecimento do X-Men Sombrios, Brian foi convocado por Pete Wisdom para compor o Novo Excalibur. Ele, junto com Pete, Cristal, Nocturna, Fanático e Sábia enfrentaram os X-Men Sombrios e os prenderam.
Mas a situação se complicou quando os Lobisomens Guerreiros de Mojo reapareceram para atacar os Heróis. Enquanto isso, Brian foi atacado por Coração de Leão, que o culpava por nunca mais ver os filhos. Kelsey atacou Brian enquanto os Lobisomens atacavam o resto do grupo. Brian viu que Kelsey estava com o estranho Albion, que fez com que a luta terminasse, pois não era hora para acabar.
Brian descobriu que o Ar Negro estava envolvido nisso tudo, então decidiu assumir o posto de Bispo Vermelho do Clube do Inferno para investigar melhor a organização.

## Poderes e Habilidades
Brian tem o poder da super-força, super-velocidade e vôo, além de uma incrível resistência física. Em um treino com o Novo Excalibur, Nocturna tentou penetrar para poder controlar Brian, mas não conseguiu pois, segundo ele, tem também bloqueio mental e que não pode ser controlado.
Seus poderes também estão ligados às suas emoções. Portanto, quanto mais determinado e confiante ele está, mais poderoso ele fica.

## Dinastia M
Brian Braddock é o rei do Reino Unido. Tem grande forma, resistência e voa. É casado com Meggan, a metamorfa empática e irmão gêmeo de Betsy Braddock.
Quando criança, preferia os livros ao invés dos treinos de lutas que seus irmãos, Betsy e Jamie, sempre faziam. Mas isso fez com que fosse o melhor para governar, já que seu irmão mais velho era dito insano e sua irmã não queria governar.
Mas ultimamente vem tendo uns sonhos esquisitos e que falam: "8 Horas, Capitão!". Isso fez com que ele atacasse até mesmo seu grande amor do passado, Milady Courtney Ross. Isso chega aos ouvidos de Magneto e ordena a Sentinela Omega que mate-o, antes que ele faça algo contra a sua Dinastia. Até os Carrascos tentam impedi-lo, mas Brian é extremamente forte e invencível.